# Васильевско-Хуторское сельское поселение
Васильевско-Хуторское сельское поселение — сельское поселение в Александрово-Заводском районе Забайкальского края Российской Федерации.
Административный центр — село Васильевский Хутор.

## Часовой пояс
Васильевско-Хуторское сельское поселение находится в часовой зоне МСК+6. Смещение применяемого времени относительно UTC составляет +9:00.